# Homalia falcifolia
Homalia falcifolia là một loài rêu trong họ Neckeraceae. Loài này được (Hook. f. & Wilson) Wilson mô tả khoa học đầu tiên năm 1854.